# Жінка у хвилях (Курбе)
«Жінка у хвилях» (фр. La Femme à la vague) — картина французького художника Гюстава Курбе. Написана у 1868 році. Зберігається у Музеї мистецтва Метрополітен (Нью-Йорк)..

## Опис
Картина зображує молоду жінку, що сидить оголена у морській воді у сутінках. Жінка сперлася до скелі і нахилилася праворуч. Нижня частина тіла занурена у воду. Бліда шкіра переливається при сяйві місяця. Рудувато-каштанове волосся зав'язане за головою, а декілька коротких кучерів спадають на скроні. Руки підняті вгору і переплетені надголовою. Пінисті хвилі виблискують навколо жіночого тіла, підкреслюючи голі груди. Праворуч на фоні видніється човен і захід сонця.
Робота поєднує в собі реалістичність виконання, в той же час тема здається міфологічною. Можна уявити собі купальницю як міфічну богиню, народжену в морській піні, наприклад Афродіту.

## Історія
Картина є частиною еротичної серії, яка створена Курбе між 1864 і 1868 роками. Найвідомішою роботою з цієї серії є картина «Походження світу». Позувала для картини Жоанна Шіффернан.
Курбе продав картину у 1873 році арт-дилеру Полю Дюран-Рюелю. У 1875 році роботу купив баритон Жан-Батіст Форе. 1893 року картину знову викупив Поль Рюель і цього ж року продав американському кондитеру Генрі Осборну Гавмейєру. Дружина Гавмеєра, Луїзіна, заповіла картину після її смерті, разом з великою частиною її колекції Музею Метрополітен у Нью-Йорку, де вона розміщена і виставляється по сьогоднішній день.